# نادر عباسي
نادر جمال محمود عباسي (8 سبتمبر 1963 -) فنان أوبرالي مصري ولد في القاهرة. قاد «أوركسترا أوبرا القاهرة» و«أوركسترا السلام في فرنسا». وكان قائد الأوركسترا في حفل نقل المومياوات الملكية.
قاد نادر عباسي العديد من الأوركسترا العالمية أهمها: أوركسترا مارسيليا الفيلهارموني، أوركسترا بوردو الفيلهارموني، وأوركسترا السلام فرنسا، وأيضاً قاد أوركسترا أوبرا عايدة في فرنسا والصين وروسيا وأمريكا وألمانيا، وله العديد من الأعمال العالمية وحصل على عدة جوائز في الموسيقى.

## حياته

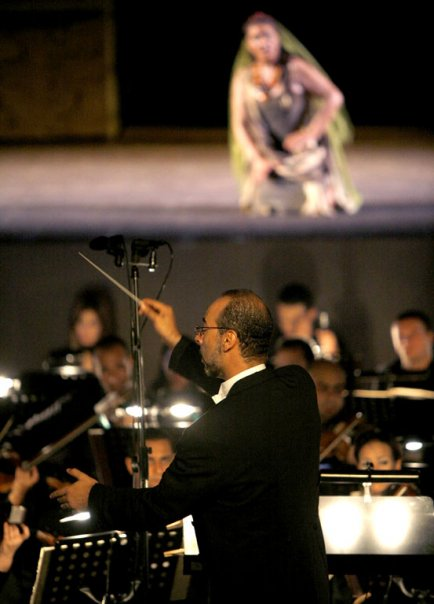

وُلد نادر في العاصمة المصرية القاهرة. برزت موهبته الموسيقية منذ صغره، وقرر أن يدخل عالم الموسيقى من الباب الأكاديمي متلقيًا كل الدعم من والده، ومخالفًا رغبة والدته في دراسة الطب.
تتلمذ على يدي أساتذة المعهد العالي للموسيقى في معهد الكونسرفتوار وتخرج منه حاملاً درجة بكالوريوس لآلة الفاجوط عام 1985، ثم حصل على بكالوريوس في التأليف الموسيقي من نفس المعهد عام 1986.
تابع دراسة الموسيقى فحصل على بكالوريوس في الغناء الأوبرالي من معهد الكونسرفتوار في جنيف عام 1992، وفي عام 1999 تخرج من الأكاديمية العالمية للتعبير الموسيقي للأوركسترا السيمفونية في مدينة ليون في باريس بدرجة دبلوم في قيادة الأوركسترا.
شارك عام 1986 في أوركسترا القاهرة السيمفونية كعازف أول على آلة الفاجوط، ثم في أوركسترا جنيف في الفترة الممتدة من عام 1987 وحتى عام 1992. وفي عام 1989 انضم كعازف لنفس الآلة إلى المجموعة الأوركسترالية لوزان ميشيل كوربو وبقي فيها حتى عام 1995.
انضم أيضًا إلى أوبرا جنيف كمغني أوبرالي من عام 1992 وحتى عام 2001. بعد تخرجه بشهادة الدبلوم في قيادة الأوركسترا عام 1999، أصبح نادر عباسي عام 2001 مديرًا فنيا وقائدًا لأوركسترا القاهرة وبقي كذلك حتى عام 2011.
وفي نفس الفترة وتحديدًا عام 2004 اختير نادر لقيادة أوركسترا السلام في باريس ولا يزال حتى الآن. وفي عام 2008 انضم إلى لجنة التحكيم الخاصة بمسابقة الغناء الأوبرالي في السويد واستمر فيها حتى عام 2013. كما ألف العديد من قطع الموسيقى العالمية والعزف على آلة الفاجوط إضافة للغناء بصوت منقطع النظير.
قاد نادر عباسي العديد من الأوركسترا العالمية أهمها: أوركسترا مارسيليا الفيلهارموني، أوركسترا بوردو الفيلهارموني، وأوركسترا السلام فرنسا، وأيضاً قاد أوركسترا أوبرا عايدة في فرنسا والصين وروسيا وأمريكا وألمانيا، وله العديد من الأعمال العالمية التي جعلت منه شخصية عالمية في مجال الموسيقى.
آخر ظهور مميز له فكان قيادته لأوركسترا الاتحاد الفيلهارموني التي شاركت في الحفل المرافق لنقل المومياويات الملكية.

## في التلفزيون
ظهر مع إسعاد يونس في برنامجها التلفزيوني «صاحبة السعادة».

## الجوائز
- جائزة الامتياز في الأداء والريادة من المعسكر الدولي للموسيقى بالولايات المتحدة الأمريكية.[4]
- الجائزة الأولى لموسيقى الحجرة مقدمة من المجلس الأعلى للثقافة عام 1986.[4]
- عام 1992 جائزة مسابقة المؤلف الموسيقي موتسارت من مؤسسة أصدقاء الكونسرفتوار في جنيف.[4]
- عام 1996 جائزة التأليف الأولى للأوركسترا، تبعتها جائزة الفيرتيوزيه عن عامي 1990 و 1996.[4]